# Korea Women League 2005
Die Korea Women League 2005 war die zehnte Spielzeit der südkoreanischen Fußballliga der Frauen unter diesem Namen. Gespielt wurde in einem Hinrunden- und Rückrundenserie. 

## Teilnehmer
| Team                           | Stadt             | Vereinsart               |
| ------------------------------ | ----------------- | ------------------------ |
| Gyeongnam Daekyo Kangerous WFC | Gyeongsangnam-do  | Vereinsmannschaft        |
| Incheon INI Steel WFC          | Incheon           | Vereinsmannschaft        |
| Seoul WFC                      | Seoul             | Vereinsmannschaft        |
| Chungcheongnam-do SV           | Chungcheongnam-do | Provinzauswahlmannschaft |
| Chungcheongbuk-do SV           | Chungcheongnam-do | Provinzauswahlmannschaft |

## Hinrunde
Die Spiele wurden im Jeonju-World-Cup-Stadion ausgetragen.

### Finale
Das Finale wurde am 27.- und 31. März 2005 ausgetragen.
|                                | Ergebnis |                                |
| ------------------------------ | -------- | ------------------------------ |
| Gyeongnam Daekyo Kangerous WFC | 0:0      | Incheon INI Steel WFC          |
| Incheon INI Steel WFC          | 2:0      | Gyeongnam Daekyo Kangerous WFC |

## Rückrunde
Gespielt wurde im Hwacheon-Stadion.

### Abschlusstabellen

#### Gruppe A
| Pl. | Verein                             | Sp. | S | U | N | Tore    | Diff. | Punkte |
| --- | ---------------------------------- | --- | - | - | - | ------- | ----- | ------ |
| 1.  | Incheon INI Steel WFC              | 2   | 1 | 1 | 0 | 002:000 | +2    | 04     |
| 2.  | Seoul WFC                          | 2   | 0 | 2 | 0 | 001:100 | ±0    | 02     |
| 3.  | Gyeongnam Daekyo Kangerous WFC (M) | 2   | 0 | 1 | 1 | 001:300 | −2    | 01     |

| Zum 2. Spieltag: Meister der Korea Women League 2005-Rückrundenserie Gruppe A |

| Zum Saisonende 2004: |                     |
| (M)                  | Amtierender Meister |

#### Gruppe B
| Pl. | Verein                   | Sp. | S | U | N | Tore    | Diff. | Punkte |
| --- | ------------------------ | --- | - | - | - | ------- | ----- | ------ |
| 1.  | Chungcheongnam-do SV (M) | 1   | 0 | 1 | 0 | 000:000 | ±0    | 01     |
| 1.  | Chungcheongbuk-do SV     | 1   | 0 | 1 | 0 | 000:000 | ±0    | 01     |

| Zum 1. Spieltag: Meister der Korea Women League 2004-Rückrundenserie Gruppe B |

| Zum Saisonende 2004: |                     |
| (M)                  | Amtierender Meister |